# ブラジル連邦医師評議会
ブラジル連邦医師評議会(ポルトガル語：Conselho Federal de Medicina、略称：CFM)は、自治体でありながら憲法上の権限を守り標準化医療を実践する。CFMは1951年に設立され、課題として医籍の登録・管理及び医療倫理規定に対する制裁措置の応用等を行う。時間の経過により、国民の健康及び医師階級の利益を中心した様々な役割を取得した。

## ブラジル連邦医師評議会の条例
- (ポルトガル語)